# Dorycera caucasica
Dorycera caucasica är en tvåvingeart som beskrevs av Friedrich Georg Hendel 1910. Dorycera caucasica ingår i släktet Dorycera och familjen fläckflugor. Inga underarter finns listade i Catalogue of Life.